# كريستوفر تشابلن
كريستوفر جيمس تشابلن (بالإنجليزية:Christopher James Chaplin) (مواليد 6 يوليو 1962 -) ممثل وملحن إنجليزي سويسري . وهو أصغر أبناء الممثل المعروف تشارلي تشابلن من زوجته أونا أونيل.

## روابط خارجية
- كريستوفر تشابلن على موقع IMDb (الإنجليزية)
- كريستوفر تشابلن على موقع ألو سيني (الفرنسية)
- كريستوفر تشابلن على موقع ميوزك برينز (الإنجليزية)
- كريستوفر تشابلن على موقع أول موفي (الإنجليزية)
- كريستوفر تشابلن على موقع قاعدة بيانات الفيلم (الإنجليزية)
- كريستوفر تشابلن على موقع كينوبويسك (الروسية)